# Allocosa albiconspersa
Allocosa albiconspersa är en spindelart som beskrevs av Roewer 1959. Allocosa albiconspersa ingår i släktet Allocosa och familjen vargspindlar.
Artens utbredningsområde är Rwanda. Inga underarter finns listade i Catalogue of Life.